# تپه کنار کره جنوبی
تپه کنار کره جنوبی مربوط به سده‌های میانه دوران‌های تاریخی پس از اسلام - سده‌های ۶–۵ ه.ق است و در شهرستان بهبهان، بخش مرکزی، دهستان حومه، شمال رود مارون، ۱ک متری شمال شرقی روستای قالند سفلی واقع شده و این اثر در تاریخ ۱ مرداد ۱۳۸۶ با شمارهٔ ثبت ۱۹۲۸۷ به‌عنوان یکی از آثار ملی ایران به ثبت رسیده است.